# Vladimir Draciov
Vladimir Draciov (n. 7 martie 1966, Petrozavodsk, RSFS Rusă, URSS) este un biatlonist ce a reprezentat Uniunea Republicilor Sovietice Socialiste, medaliat olimpic. A participat la 3 ediții ale Jocurilor Olimpice (1994, 1998, 2006) în care a câștigat o medalie de argint și o medalie de bronz.